# 全球奴隶制指数
全球奴隶制指数（The Global Slavery Index）是由明德罗基金会发布的全球现代奴隶制研究。目前已在2013年、2014年、2016年和2018年发布了四个版本。
2018年的那一版以现代奴隶制在全球的估计为基础，估计2016年任何一天，正有4030万人处于某种形式的现代奴隶制中。
全球奴隶制指数有三个方面的排名：
- 问题的严重程度：按人口百分比和绝对值进行计算，得出现代奴隶制国家估计的流行率是多少。[2]
- 政府回应：政府如何应对现代奴隶制。[3]
- 脆弱性：哪些因素可以解释或预测现代奴隶制的普遍存在。[4]

该指数是一个工具，可以为公民、非政府组织、企业和公职人员提供更好的理解，以便他们能够制定合理的政策来结束现代奴隶制。

## 批评
全球奴隶制指数的批评大多与2016年全球奴隶制指数和早期版本中产生的流行率估计所采用的方法有关。